# Gustav von Kessel (général, 1797)
Pour les articles homonymes, voir Kessel.
Karl Gustav Moritz von Kessel (né le 27 mars 1797 à Groß Neudorf (en) et mort le 16 janvier 1857 à Erfurt) est un général de division prussien.

## Biographie

### Origine
Gustav est le fils de Karl Moritz von Kessel (1748-1822), l'aîné d'état (de) de l'arrondissement de Brieg (de), et de sa seconde épouse, Charlotte, née von Wallenrodt (de) (1776-1847).

### Carrière militaire
Issu du corps des cadets, Kessel est nommé Portepeefähnrich de la 4e compagnie du régiment de la Garde de l'armée prussienne. Pour sa conduite lors de la bataille de Lützen, il est décoré de la croix de fer de 2e classe, il est promu au rang de sous-lieutenant à la mi-mai 1813 et participe aux batailles de Bautzen et de Paris.
Après la guerre, Kessel est promu capitaine et commandant de compagnie jusqu'à la mi-avril 1828. Promu major le 30 mars 1839, il devient second commandant du 1er bataillon du 3e régiment de la Garde de la Landwehr à Görlitz. Il est ensuite réaffecté au 1er régiment à pied de la Garde le 26 mars 1841, et Kessel commande le bataillon de fusiliers jusqu'au 1er janvier 1849. Il est ensuite nommé commandant du 29e régiment d'infanterie et le 8 mai 1849 promu lieutenant-colonel. Son chef de régiment, le Grand-duc Léopold de Bade lui décerne la croix de commandeur de l'Ordre du Lion de Zaeringen l'année suivante. Le 18 janvier 1851, Kessel est promu colonel et fin avril 1852, sur les instructions du roi Frédéric-Guillaume IV, assiste aux funérailles du grand-duc à Karlsruhe. À l'occasion du 40e anniversaire de la bataille de Lützen, Kessel reçoit le 2 mai 1853 la croix de chevalier de l'Ordre Royal de la Maison des Hohenzollern. Le 23 mai 1854, il est transféré à Erfurt en tant que commandant du 15e brigade d'infanterie, et à ce poste, Kessel est promu général de division le 13 juillet 1854. Après avoir pris congé avec la pension légale le 18 décembre 1856, Kessel meurt quelques semaines plus tard et est enterré au cimetière d'August à Erfurt le 20 janvier 1857.

### Famille
Kessel épouse le 2 octobre 1830 avec Auguste von Bassewitz (1810-1897) à Potsdam. Elle est la fille du haut président de la province de Brandebourg Friedrich Magnus von Bassewitz (1773-1858) et de son épouse Adelheid, née von Gerlach (1784-1865). Le mariage est resté sans enfant.